# يوناس غار ستوره
يوناس غار ستوره (ولد في 25 أغسطس 1960) سياسي من النرويج، زعيم حزب العمال منذ عام 2014، ورئيس الوزراء الحالي للنرويج. وُلِد في أوسلو لأسرة غنية، ودرَس العلوم السياسية في معهد الدراسات السياسية بباريس في الفترة من 1981 إلى 1985.

## سيرته في مجال الإدارة العامة والمنظمات
كان ستوره عضوًا سابقًا في حزب المحافظين (Høyre) حيث تقدّم بطلب للحصول على منصب مستشار سياسي للشؤون الخارجية للحزب، وفعلا عُرِض عليه المنصب ولكنه رفضه لاحقًا. وفي عام 1989 أصبح ستوره مستشارًا خاصًا في مكتب رئيسة الوزراء غرو هارلم برونتلاند، ثم في منصب مدير عام مكتب رئيسة الوزراء من 1989 إلى 1997. ولم يصبح عضوًا رسميًا في حزب العمال حتى عام 1995.
عمل كسفير للوفد النرويجي في الأمم المتحدة في جنيف، ثم في منصب المدير التنفيذي في منظمة الصحة العالمية من 1998 إلى عام 2000 وأخيراً الأمين العام للصليب الأحمر النرويجي في الفترة من 2003 إلى 2005.

## عمله السياسي
أصبح ستوره رئيسًا للوزراء بعد فوز كتلة يسار الوسط بأغلبية في الانتخابات البرلمانية النرويجية التي عُقدت في سبتمبر 2021، وشَكّل حكومة من حزبي العمال والوسط حصرًا، وذلك بعد انسحاب الحزب الاشتراكي اليساري من مفاوضات تشكيل الحكومة.
وسابقًا شغل ستوره منصب وزير الخارجية 2005–2012  ثم وزيرًا للخدمات الصحية والرعاية 2012–2013 في حكومتي ينس ستولتنبرغ.
وهو عضو في البرلمان منذ عام 2009، وكان نائب رئيس اللجنة البرلمانية الدائمة للشؤون المالية والاقتصادية من عام 2013 وحتى تم انتخابه رئيسًا للحزب في 2014، حيث أصبح زعيمًا للمعارضة وعضوًا في اللجنة البرلمانية الدائمة للشؤون الخارجية والدفاع.

## روابط خارجية
- يوناس غار ستوره على موقع IMDb (الإنجليزية)
- يوناس غار ستوره على موقع مونزينجر (الألمانية)
- يوناس غار ستوره على موقع قاعدة بيانات الفيلم (الإنجليزية)